# Lantawan
Lantawan (Bayan ng Lantawan, Basilan) är en kommun i Filippinerna. Kommunen ligger på ön Basilan, och tillhör provinsen Basilan. Folkmängden uppgår till 28 978 invånare.

## Barangayer
Lantawan är indelat i 25 barangayer.
| - Atong-Atong - Bagbanon - Baungis - Bulan-Bulan - Bulanza - Calayan - Calugusan - Canibungan - Landungan - Lantawan Proper (Pob.) - Lawila - Lawi-Lawi - Lower Bañas | - Lower Manggas - Luuk-Maluha - Matarling - Matikang - Pamucalin - Paniongan - Parian-Baunoh - Suba-an (Pangasaan) - Switch Yakal - Tairan - Upper Bañas - Upper Manggas |